# 馬丁縣 (德克薩斯州)
馬丁縣（英語：Martin County）是美國德克薩斯州西部的一個縣。面積2,371平方公里。根據美國2000年人口普查，共有人口4,746人。縣治斯坦頓（Stanton）。
成立於1876年8月21日。縣名以早期的殖民者威利·馬丁命名。本縣為一禁酒的縣。